# Jarosław Kazberuk
Jarosław Kazberuk (ur. 12 lipca 1968 w Ełku) – polski kierowca i pilot rajdowy, trener judo (5 dan), członek drużyny sportowej R-Six Team, uhonorowany jako legenda Rajdu Dakar przez Amaury Sport Organisation.

## Życiorys

### Kariera
Począwszy od 1996 roku nieprzerwanie startuje w największych i najtrudniejszych rajdach oraz imprezach tego typu rozgrywanych na całym świecie, m.in. w Europie, Azji, Afryce i Ameryce Południowej. Reprezentował Polskę w kultowym Camel Trophy 1996 (Borneo-Kalimantan).
Startował w barwach Lotto Team oraz w założonym przez Roberta Szustkowskiego R-Six Team między innymi w Pucharze Świata Cross Country, Rajdzie Dakar, Silk Way Rally, Africa Eco Race czy Rally of Marocco. Wieloletni członek grupy profesjonalnych kierowców STT Racing – prezentujących i testujących Porsche, Subaru i BMW.
W roku 2011 był w załodze Romana Paszke, która 90-stopowym katamaranem Renault Eco 2 pobiła rekord świata na trasie Las Palmas (Gran Canaria) – Guadelupa.
Od roku 2016 drużyna R-Six Team (w powiększonym składzie) bierze udział także w międzynarodowych regatach żeglarskich, startując na katamaranie HH66. W 2016 zespół wygrał regaty Multihull Cup Regatta, a w 2017 i 2018 zdobył puchar karaibskich zawodów Antigua Sailing Week. Do największych osiągnięć R-Six Team należy także wywalczenie drugiego miejsca w regatach Rolex Fastnet Race w roku 2017 w klasie wielokadłubowców MOCRA ,III miejsca RORC Caribbean 600 Race 2017 a także II w prestiżowych Loro Piana Superyacht Regatta - 2021.
Autor wydanej przez Edipresse autobiograficzno-przygodowej książki ''Marzyciel'' (2015).

## Najważniejsze starty w rajdach
- Camel Trophy 1996 (Borneo-Kalimantan)
- Carpat Trophy 1997
- Transilvania rally 1999
- TransSyberia Rally 2008 (załoga Robert Szustkowski, Jarosław Kazberuk – Porsche)
- Silk Way Rally 2013 (załoga Robert Szustkowski, Robin Szustkowski, Jarosław Kazberuk – Tatra Jamal)
- OiLibya Rally of Morocco 2014, 1. miejsce w klasie T4 (załoga Jarosław Kazberuk, Robin Szustkowski, Albert Gryszczuk – Mercedes Unimog U400)
- Baja Poland 2014, 1. miejsce w klasie T4[12] (załoga Jarosław Kazberuk, Robin Szustkowski i Filip Škrobanek –Tatra Jamal)
- Sealine Cross Country Rally 2015, 3. miejsce w klasie T2 (załoga Robert Szustkowski, Jarosław Kazberuk – Ford  F-150 Raptor)
- OiLibya Rally of Morocco 2015, 3. miejsce (załoga z Jarosław Kazberuk, Robin Szustkowski – Ford F-150 Raptor)
- Baja Poland 2015, (załoga Jarosław Kazberuk, Robin Szustkowski – Ford F-150 Raptor)
- Sealine Cross Country Rally 2016 3. miejsce w klasie T2[13] (załoga Jarosław Kazberuk, Robin Szustkowski – Ford F-150 Raptor)
- Abu Dhabi Desert Challenge 2016 (załoga Robert Szustkowski, Robin Szustkowski, Jarosław Kazberuk – Ford F-150 Raptor)
- The OiLibya Rally of Morocco 2017 (załoga Robert Szustkowski, Robin Szustkowski, Jarosław Kazberuk – Ford F-150 Raptor)
- Africa Eco Race 2018 – zwycięstwo w klasie T2 (załoga Robert Szustkowski, Robin Szustkowski, Jarosław Kazberuk, Albert Gryszczuk – Ford Raptor)
- Silk Way Rally 2018 – trzecie miejsce w klasie T3 (załoga Robert Szustkowski, Jarosław Kazberuk – Polaris)

## Starty w Rajdzie Dakar
| Rok  | Kategoria  | Pojazd               | Wynik | Uwagi                                          |
| ---- | ---------- | -------------------- | ----- | ---------------------------------------------- |
| 2002 | samochody  | Toyota Land Cruiser  | 44.   | z Martyną Wojciechowską                        |
| 2003 | ciężarówki | Mercedes Unimog      | 16.   | z Klausem Bauerle                              |
| 2007 | samochody  | LR TomCat Evo Dakar  | 95.   | z Albertem Gryszczukiem                        |
| 2010 | samochody  | Mitsubishi Pajero    | 35.   | z Robertem Szustkowskim                        |
| 2012 | ciężarówki | Mercedes Unimog U400 | 30.   | z Robertem Szustkowskim i Robinem Szustkowskim |
| 2013 | ciężarówki | Mercedes Unimog U400 | NU    | z Robinem Szustkowskim                         |
| 2014 | ciężarówki | Tatra 815            | NU    | z Maciejem Martonem                            |
| 2015 | ciężarówki | Tatra Jamal          | 19.   | z Robinem Szustkowskim                         |
| 2020 | ciężarówki | Tatra Jamal          | 18.   | z Robertem Szustkowskim i Filipem Škrobankiem  |

## Najważniejsze starty w regatach
- Multihull Cup 2016 (I miejsce – katamaran HH66)
- Caribbean RORC 600 2017 (III miejsce – katamaran HH66)
- Heineken Regatta 2017 (II miejsce – katamaran HH66)
- Les Voiles De St.Barth 2017 (III miejsce – katamaran HH66)
- Antigua Sailing Week 2017 (I miejsce – katamaran HH66)
- Fastnet Race 2017 (II miejsce – katamaran HH66)
- Les Voiles De St. Barth 2018 (II miejsce – katamaran HH66)
- Antigua Sailing Week 2018 (I miejsce – katamaran HH66)